# 吳撝謙
吳撝謙（1539年—？），字汝則，號文台，江西撫州府臨川縣人，民籍，明朝政治人物。

## 生平
隆慶四年（1570年）庚午科江西鄉試第三十六名。隆慶五年（1571年）聯捷辛未科三甲第二百二十三名進士。工部觀政，授遂安知县，萬曆五年（1577年）升任南工部主事，九年升南刑部郎中。万历十一年（1583年）升任镇江知府，丁外艰，十三年由曹一鹏知镇江，十五年吴撝谦降为两浙运判，十六年升順天府通判。十八年升员外郎、郎中，出任嘉兴府知府。萬曆二十一年（1593年）降补陕西布政司理问，二十二年升绍兴府通判，二十五年升杭州府同知，二十六年升浙江温处道佥事，降两淮运使。
萬曆三十八年（1610年）起补南京刑部郎中，四十年四月升广西佥事，改河南佥事，管儀真江口盐运道，四十三年升参议，照旧管两淮盐法事，四十四年考察。

## 家族
曾祖吳愽，壽官；祖父吳潤；父吳廷相，母鍾氏。重庆下。